# Séjour des morts
Pour les articles homonymes, voir Au-delà (film) et Autre monde.
 (mars 2016).

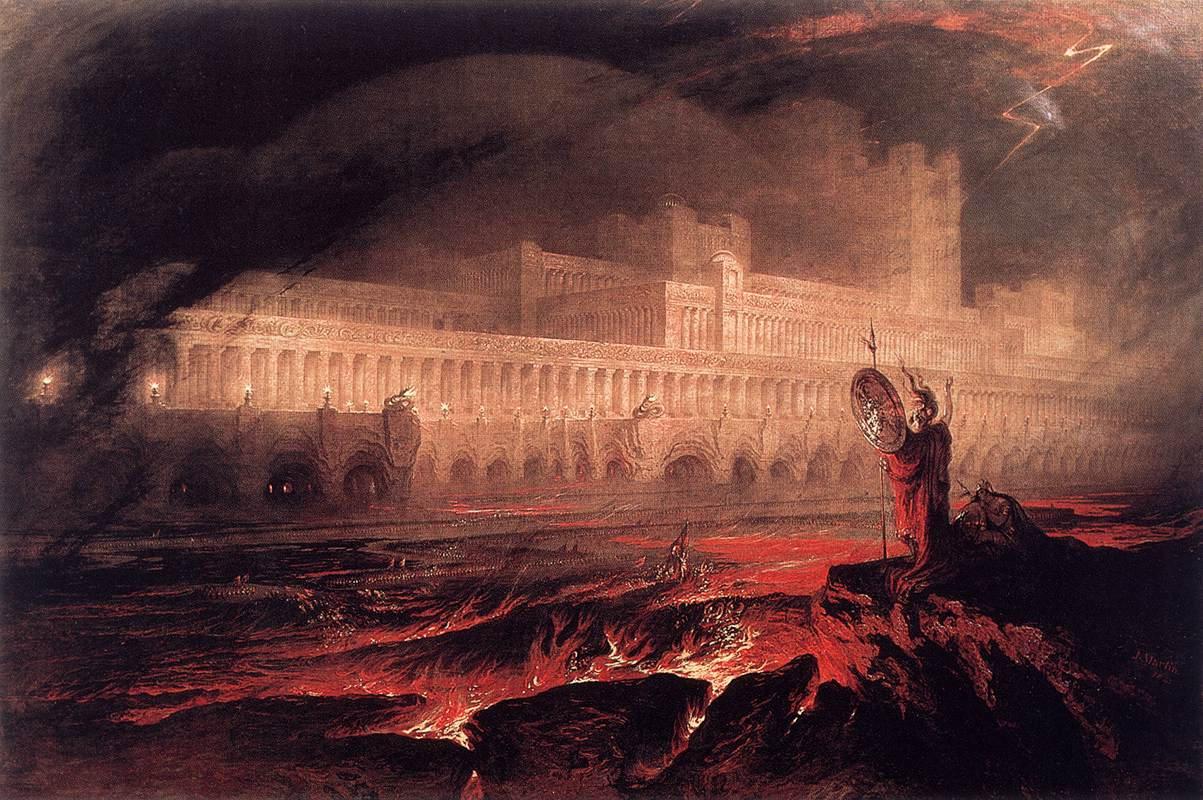
Peinture de John Martin, faite en 1841, et exposée au Musée du Louvre, représentant la capitale de l'enfer : Pandémonium.

Le séjour des morts, aussi appelé l’Au-delà, l’Autre Monde, l’Inframonde ou l’Outre Monde est le terme générique désignant, selon les croyances, les mondes surnaturels qui accueilleraient les âmes après la mort. On le nomme différemment selon les traditions, par exemple le paradis et l'enfer dans les religions abrahamiques, les champs Élysées dans la mythologie grecque, ou encore Shéol dans la Bible hébraïque.

## Généralités
L’au-delà est le terme désignant un concept présent dans presque toutes les religions sous la forme d'un ensemble de croyances. Celles-ci décrivent l'au-delà comme un monde plus ou moins complexe auquel nous n'avons pas accès en qualité de mortel, et satisfaisant aussi à une combinaison de trois traits principaux :
- Il se déroulerait dans ce monde des événements dont nous ressentirions les conséquences ;
- Nous pourrions avoir accès à ce monde après la mort, par la permanence de notre âme ;
- Dans ce monde, le temps n'existerait plus, ce qui nous permettrait d'y séjourner éternellement.

Il est possible d'envisager l'au-delà indépendamment du concept d'âme, par contre le concept d'âme nécessite d'être associé au concept d'au-delà, milieu où elle existe.  L'au-delà peut être simplement un monde inaccessible par les êtres matériels mais néanmoins se situer ici et maintenant (notion de « Multivers »). L'au-delà peut être aussi le cadre dans lequel se déroulent de nombreux mythes relatifs à la création de l'univers que nous habitons ; dans ce cas il lui est extérieur dans le temps et dans l'espace.
Parmi les mortels, des individus prétendent avoir une communication avec l'au-delà : on les nomme médiums ou chamans. Par ailleurs, le spiritisme en général et la doctrine spirite en particulier se fondent essentiellement sur la croyance en la communication avec l'Au-delà.
Il est fréquent qu'il soit associé à ce monde surnaturel un ensemble de conditions régissant l'accès qu'en ont les âmes des mortels après leur mort. Le sort de celles-ci est alors déterminé par un être suprême (par exemple un dieu) au cours d'un jugement. Dans ces conditions, le comportement des mortels détermine ce qu'il adviendra de leurs âmes. Il existe aussi des croyances reliant les actions des mortels à des phénomènes se déroulant dans notre monde en conséquence de celles-ci : une catastrophe est alors vue comme une colère ou une punition infligée aux humains par des êtres occupant l'au-delà. Ce mécanisme est le vecteur de la superstition. Les incantations, les offrandes, les sacrifices et les prières sont les moyens utilisés en vue d'influencer les décisions prises par ces êtres. La croyance en l'au-delà peut cependant être observée indépendamment de toute religion, par exemple dans les cas d'expérience de mort imminente, que certains témoins nomment aussi expérience aux frontières de la mort ou expérience de vie après la mort, et qu'ils situent à la bordure d'un autre monde.

## Dans la Préhistoire
On peut considérer que les plus anciennes sépultures préhistoriques retrouvées, vers −100 000 ans, constituent une bonne indication de l'existence de ce concept à cette époque. Des traces de rituels funéraires observées, dès −300 000 ans en constituent un indice, bien que ces pratiques puissent aussi être expliquées par un honneur rendu à la vie du défunt. L'au-delà serait apparu ainsi dans les sociétés néandertaliennes et dans les premières sociétés de l'homme moderne. C'est au Paléolithique supérieur qu'apparaissent toutefois les indices les plus forts concernant le concept d'au-delà, et peut-être aussi d’âme, avec les offrandes retrouvées dans les sépultures de cette époque.

## Polythéismes

### Antiquité
- Chez les Anciens Égyptiens, l’au-delà est, selon les mythes funéraires, le lieu où séjournent les dieux et les morts bienheureux. Domaine d'Osiris, ce monde surnaturel, à la fois souterrain, terrestre et céleste, est connu sous les diverses dénominations de Kheret-Netjer, Ro-Sétaou, Neferet Imentet (Bel Occident) et Douât.
- L’Autre Monde, dans la civilisation celtique, désigné en gaélique par le mot Sidh, est le lieu où séjournent les dieux. Les humains n'y ont en principe pas accès. Dans la mythologie celtique, il s’agit d’un monde parallèle où certains héros sont parfois conviés par une Bansidh, à l'instar de Conle ou Bran Mac Febail. Il est appelé Annwvyn dans les Mabinogi gallois.
- Pour les Daces, Zalmoxis accueillait les morts.
- Chez les Grecs, depuis Homère, l'Au-delà est l'Hadès (l'Invisible).
- Platon distingue : l'Hadès est le lieu propre de l'âme, et, semble-t-il, le monde intelligible, le monde des Idées, tandis que la punition des âmes se fait à l'intérieur de la terre (Phédon, 111e)[1]. Dans le Gorgias, Platon distribue le monde de l'au-delà en cinq régions : Paradis et Enfer sur l'axe des destinées, Asie et Europe sur l'axe des origines. Zeus fait juger les âmes des défunts par ses fils, Minos, Éaque, Rhadamante. Ils prononcent leurs sentences au centre d'une prairie d'où partent les routes verticales qui mènent au Paradis ou à l'Enfer et où aboutissent les routes horizontales par lesquelles les âmes venues d'Asie sont jugées par Rhadamante et celles venues d'Europe par Éaque. Minos tranche.
- Chez les Aztèques, on distinguait plusieurs mondes des morts, le Mictlan, le Tlalocan, le Ichan Tonatiuh Ilhuicac ou le Chichihuacuauhco, selon la manière dont on était décédé[2].

## Monothéismes

### Christianisme
La ligne directrice régissant l'Au-delà dans les grands monothéismes est essentiellement basée sur la dichotomie définissant un monde de bien-être, le Paradis, et un monde de souffrances, l'Enfer. Entre ces deux mondes il y a, d'après la théologie catholique, le Purgatoire.

### Autres croyances
On trouve également dans certaines traditions spirituelles, l'idée d'un monde spirituel intermédiaire. Le spiritualiste iranien Ostad Elahi parle à ce sujet d'un lieu intermédiaire entre deux incarnations terrestres (barzakh ou intermonde, où l'âme pourrait assimiler certaines vérités pouvant favoriser son perfectionnement dans la prochaine vie, voire dans certains cas, y achever son perfectionnement).

## L'au-delà dans la fiction
L'au-delà est un thème récurrent dans la fiction, qu'il s'agisse d'y emmener les personnages ou de les faire communiquer avec les morts ; et ce depuis longtemps.
- Certains récits narrent une communication avec l'au-delà. C'est le cas du film Au-delà, de Clint Eastwood, sorti le 19 janvier 2011 en France, et de bien d'autres.
- D'autres œuvres vont plus loin, allant jusqu'à décrire l'au-delà. On peut citer la série Lost. Dans la dernière saison de celle-ci, des flash-sideways relatent la vie des personnages dans l'au-delà. Ils y expérimentent à nouveau leur vie, mais dans des conditions différentes. Dans le dernier épisode, ce monde se révèle n'être qu'un passage. Chacun finit par se rappeler sa vie terrestre et prend conscience de sa propre mort. Dès lors, il réunit les personnes qui ont le plus compté pour lui, et ensemble ils passent dans un autre au-delà. L'absence de temps, inhérente à ce monde, est par ailleurs clairement identifiée[6].

### Filmographie
- Au-delà, de Clint Eastwood, sorti le 19 janvier 2011 en France.